# Tomaso Kemeny
(T. Kemeny, Il guanto del sicario, 1976)
Tomaso Kemeny (Budapest, 17 settembre 1939) è un poeta, scrittore, critico letterario, drammaturgo e traduttore ungherese naturalizzato italiano.

## Biografia
Tomaso Kemeny, nato a Budapest nel 1938, all'età di dieci anni si è trasferito a Milano, dove si è laureato in Lingue e Letterature straniere all'Università commerciale Luigi Bocconi, e dove vive tuttora. È una delle voci più originali della poesia italiana contemporanea; inoltre, la sua produzione poetica tende a collocarsi su un orizzonte internazionale: la silloge Il guanto del sicario del 1976 è stata infatti pubblicata in doppia lingua inglese e italiana (The Hired Killer's Glove - Il guanto del sicario, Out of London Press, New York-Norristown-Milano, 1976).
Artista poliedrico, Tomaso Kemeny si occupa di poesia, poesia visiva, teatro e narrativa; a lui si deve, per esempio, l'invenzione della lingua degli indiani d'America per lo sceneggiato Cristoforo Colombo di Alberto Lattuada (1985). In ambito teatrale, tra le altre attività, è stato consulente, con Alessandro Serpieri, per l'edizione semiotica dell'Amleto di Shakespeare (1978), messo in scena da Gabriele Lavia e Ottavia Piccolo.
Per quanto riguarda la poesia, ha pubblicato Il guanto del sicario (New York, 1976), Qualità di tempo (Milano, 1981), Recitativi in rosso porpora (Udine, 1989), Il libro dell'angelo (Milano, 1991), Melody (Milano, 1997), Desirèe (Milano, 2002), Se il mondo non finisce (Faenza, 2004). Per il teatro ha scritto il testo drammatico La conquista della scena e del mondo, rappresentato per la prima volta nel 1996. In ambito narrativo Kemeny ha pubblicato il romanzo Don Giovanni innamorato (Milano, 2002). Con il filosofo Fulvio Papi ha scritto Dialogo sulla poesia (Pavia, 1997) e ha pubblicato il libro di poetica L'arte di non morire (Udine, 2002). Con Giuseppe Conte e Stefano Zecchi ha curato l’Almanacco del Mitomodernismo 2000 (Alassio, 2000).
Nel 2005 ha pubblicato La Transilvania Liberata, poema epiconirico (Milano) in dodici canti (Premio Montano 2006). Tra le ultime pubblicazioni si segnalano Poemetto gastronomico e altri nutrimenti (Jaca Book, Milano, 2012), Una scintilla d'oro a Castiglione Olona e altre poesie (Effigie, Milano, 2014), 107 incontri con la prosa e la poesia (Edizioni del Verri, Milano, 2015) e Boomerang (Edizioni del Verri, Milano, 2017).
Testi poetici di Tomaso Kemeny sono stati tradotti in inglese, tedesco, ungherese e spagnolo. Numerose le antologizzazioni della sua poesia, di cui si ricordano in particolare Poesia degli anni settanta, a cura di Antonio Porta con prefazione di Enzo Siciliano (Feltrinelli, Milano, 1979), Poesia italiana del novecento a cura di Ermanno Krumm e Tiziano Rossi (Milano 1995) e El fuego y las brasas, poesìa italiana contemporànea (Madrid 2000).
Di particolare interesse, perché collegata alla sua attività poetica, è anche la sua attività letteraria e di traduttore in qualità di docente universitario (è stato, tra l'altro, professore ordinario di Lingua e Letteratura inglese presso l'Università degli Studi di Pavia). Da anglista ha scritto articoli, saggi e libri su William Shakespeare, Christopher Marlowe, William Blake, Samuel Taylor Coleridge, Percy Bysshe Shelley, George Byron, Lewis Carroll, Dylan Thomas e James Joyce. Testi di Friedrich Schiller, William Wordsworth, Endre Ady, André Breton e Dylan Thomas, tradotti da Kemeny, sono presenti in La lirica d'Occidente, dagli Inni Omerici al Novecento, a cura di Giuseppe Conte (Guanda Editore, Parma, 1990). Del 1993 sono la traduzione e la curatela di Byron, Opere scelte, per la casa editrice Mondadori. Kemeny ha anche volto in italiano Ero e Leandro di Marlowe (Milano, 1994) e Poesie scelte di Attila József (Roma, 2005. Premio speciale per la traduzione, Giuseppe Acerbi, 2006). Nel 2000 è stato uno dei 500 studiosi europei selezionati dallo Editorial Review Board del Barons Who's Who ricevendo il "New Century Award" alla carriera. Dal primo gennaio al 31 ottobre 2015, Kemeny è stato nominato consigliere del commissario ungherese per l'Expo Gèza Szocs. Il 23 aprile 2015 a Sarzana gli è stato assegnato il "Premio Montale Fuori di Casa – Sezione Mediterraneo" «per la coerenza, la passione e la vitalità con cui, dagli anni sessanta, porta avanti una sua visione della poesia radicalmente laica e trasgressiva» e per altri meriti artistici.
Come poeta, è presente in antologie e storie della letteratura italiana. Giulio Ferroni, che nella sua storia della letteratura italiana lo colloca tra i poeti dell'ambiente milanese, scrive che Kemeny «trae lampi e colori inquietanti dall'intreccio di oscure trame linguistiche»; e Giacinto Spagnoletti nella Storia della letteratura italiana del Novecento dà anche notizia della sua attività di critico letterario: «[…] studioso di letteratura inglese, sulla quale ha pubblicato saggi assai interessanti, dedicati a Dylan Thomas e ad altri scrittori dell'Ottocento» aggiungendo inoltre, relativamente al più recente periodo mitomodernista, che «la vena più spiccata di questo autore, pur attingendo al Surrealismo, cerca di aderire a un'esigenza comune ad altri suoi coetanei, quella di raggiungere età primordiali, sempre sotto la spinta della trasparenza dei miti».
Tomaso Kemeny è attivo in vari ambiti culturali nazionali e internazionali a partire dalla fine degli anni Sessanta. È uno dei fondatori della Casa della Poesia di Milano, di cui attualmente è anche il vicepresidente; svolge attività poetica a livello internazionale ed è membro di vari concorsi letterari. Per i tipi di Jaca Book dal 2017, con Vera Minazzi, dirige la collana di poesia 'Cantos'. 
Tra le sue «azioni» pubbliche per promuovere la poesia, secondo un dettato poetico che vede “l'artista armato” combattere per l'arte e la bellezza, si segnalano le seguenti: organizzazione con Cesare Viviani di due seminari storici sul Movimento della poesia italiana negli anni '70 presso il Club Turati di Milano, 1978-'79; lettura pubblica delle 19 Tesi sulla vita della bellezza (all'evento, tenuto per rievocare la Nascita delle Grazie, hanno partecipato, tra gli altri, Giuseppe Conte, Roberto Mussapi, Mario Baudino, Rosita Copioli e Stefano Zecchi), Riccione e Milano, 1988; occupazione della chiesa di Santa Croce a Firenze, che si è conclusa con la lettura dei Sepolcri del Foscolo (all'evento hanno partecipato Giuseppe Conte e numerosi altri poeti di area ligure e lombarda), 1 ott. del 1994; fondazione, insieme a Giuseppe Conte, Stefano Zecchi e altri del Movimento Internazionale Mitomodernista, Milano, Teatro Filodrammatici, 21 gen. 1995; fondazione della Casa della Poesia di Milano (tra i membri fondatori, oltre a Kemeny, vicepresidente, si ricordano: Giancarlo Majorino, presidente, e altri poeti come Alda Merini, Maurizio Cucchi, Cesare Viviani, Vivian Lamarque e Roberto Mussapi); cura e introduzione del simposio "Il tempo delle arti e della poesia" (con interventi di Arturo Schwarz, Giancarlo Majorino e altri), Milano, Teatro Filodrammatici, 8 gen. 2015.
Emblematica dell'impegno etico del poeta in favore delle arti, della poesia e della libertà, al grido di "Fight for Beauty", resta l'occupazione del Colle dell'Infinito leopardiano a Recanati, il 17 marzo del 2011, con "mille" poeti e artisti in occasione delle celebrazioni dell'unità d'Italia. Il 6 dicembre del 2014 Kemeny, favorendo l'alleanza del movimento mitomodernista con l'associazione "Grand Tour Poetico", realizza l'azione poetica "Freccia della poesia" che da Napoli a Milano, con la partecipazione di circa duecento poeti, porta la poesia nelle stazioni delle città terminando nella Galleria Vittorio Emanuele II del capoluogo lombardo con un rituale per favorire un futuro etico-estetico per l'Europa.

## Opere

### Poesia
- Suspense estensive o intensive, il periplo, Milano, 1969
- quando, tool edizioni, Milano, 1970
- urlando sodomia, e.r. sampietro editore, Bologna, 1971
- The Hired Killer's Glove - Il guanto del sicario, Out of London Press, New York-Norristown-Milano, 1976
- Qualità di tempo, Società di Poesia-Guanda, Milano, 1981
- Recitativi in rosso porpora, Campanotto, Udine, 1989
- Il libro dell'angelo, Guanda, Parma, 1991
- Melody, Marcos y Marcos, Milano, 1998
- La rima non scalda, Dialogolibri, Olgiate Comasco, 2000
- Eterna disarmonia, con sette disegni di Mauro Staccioli, Signum edizioni d'arte, Bollate, 2000
- Desirée, Lietocollelibri, Faloppio, 2002
- Se il mondo non finisce, quaderni del circolo degli artisti di Faenza, Faenza, 2004
- La Transilvania liberata, Effigie, Milano, 2005 (segue traduzione ungherese e tedesca)
- Erdély aranypora, traduzione in ungherese di E. Szkàrosi, a Dunànàl, IJK, Budapest-Kolozsvàr, 2005
- La morte è un'altra cosa, ETS edizioni, Pisa, 2007
- Seme oscuro, Edizioni Pulcinoelefante, Osnago, 2008
- Mostra Floreani e di T.K., Paesaggi immaginari, a cura di L. Conti, Poliart, Sorvoli, quaderni d'arte e di poesia. Milano, 2010
- A vìzözön mondja, Vàlogatott versek, traduzione in ungherese di E. Szkàrosi, Magyar Muhely Kiadò, Budapest, 2011
- Poemetto gastronomico e altri nutrimenti, Jaca Book, Milano, 2012
- Quarantacinque poesie 1952-1961, Nomos Edizioni, Busto Arsizio, 2012
- Jenseits des Wälder, Episches Traumgedicht, traduzione tedesca di A. Staude, Pop Verlag, Ludwigsburg, 2013
- Lampi, Gattili, Cologno Monzese, ottobre 2013
- Una scintilla d'oro a Castiglione Olona e altre poesie, Effigie, Milano, 2014
- 107 incontri con la prosa e la poesia, Edizioni del Verri, Milano, 2015
- Boomerang, Edizioni del Verri, Milano, 2017

### Antologie
- A cura di Thall, con Raffaele Perrotta e Alessandro Casiccia, s.e., Milano, 1968
- Lotta poetica 11, a cura di Sarenco e Paul de Vree, Edizioni Amodulo, Milanino sul Garda, aprile 1972
- La parola innamorata. I poeti nuovi 1976-1978, a cura di Giancarlo Pontiggia e Enzo Di Mauro, Feltrinelli, Milano, 1978
- Poesia degli anni settanta, a cura di A. Porta, prefazione di E. Siciliano, Feltrinelli, Milano, 1979
- Poesia italiana oggi, a cura di M. Lunetta, Newton Compton, Roma, 1981
- Poesia erotica italiana del novecento, a cura di C. Villa, Newton Compton, Roma, 1981
- Italian Poetry, 1960-198O: from Neo to Post- Avantgarde, edited by A. Spatola e P. Vangelisti, Invisible City, 2, San Francisco & Los Angeles, 1982
- Poeti italiani degli ultimi anni, a cura di A. Spatola, la battana, 1982
- L'anno di poesia, 1986, a cura di R. Mussapi, Jaca Book, Milano, 1986
- Almanacco dello Specchio, n. 12, a cura di M. Forti, Mondadori, Milano, 1986
- Poetica mente Milano, a cura di A. Porta e G. Raboni, Rizzardi ed., Milano, 1989
- Veinticinco anos de poesia en Italia (De la neovanguardia a nuestros dias), a cura di J. Castro e E. Coco, Cordoba, 1990
- Roberto Ciaccio, di G. Beringheli, T. Kemeny, E. Pontiggia, P. Bellasi e R. Ciaccio, Arnoldo Mondadori Arte, Milano, 1991
- Une autre antologie, Première Biennale Internationale Val-de-Marne, a cura di H. Deluy, Fourbis, Paris, 1992
- Poesia italiana del Novecento, a cura di E. Krumm e T. Rossi, Skira ed., Milano, 1995
- Italian Poetry Festival, The Scottish Connection, Edinburgh, 1999
- El fuego y las brasas, poesia italiana contemporanea, a cura E. Coco, Sial ediciones, 2001
- Proceedings of a festival of italian poetry and esoteric studies, The College of Charleston, edited by M. Maggiari, Agorà edizioni, La Spezia, 2003
- The Waters of Hermes, Poetry&Shamanism, La Finestra, Trento, 2004
- Parliamo di fiori, a cura di V. Guarracino, Zanetto editore, Montichiari, 2005
- The Waters of Hermes, Poetry&Wisdom, La Finestra, Trento, 2006
- Inspired by Byron, Shenker Culture Club, Roma, 2007
- Matrix, Die tiefen Gezeiten“ Einleitung zum Mitomdernismo, Die Dichter dieser Welt, Pop Verlag, Heidelberg, 2007
- Poeti ungheresi e la rivoluzione del 1956, a cura di P. Sarkozy e P. Tellina, Casa Ed. Università La Sapienza, Roma, 2007
- Com'api armoniose, a cura di S. Boccardi, Vallecchi, 2008
- Il corpo segreto. Corpo ed Eros nella poesia maschile, a cura di Luigi Cannillo, Lieto Colle, Milano, 2008
- Poesia y pensamiento poético, Serta, Revista Iberoromànica 10, Uned, Madrid, “2008/2009, pp. 448-453
- Tomaso Kemeny, Avventura Sesta (La negazione del mondo), con un commento di Sandro Gros-Pietro, in Vernice, rivista di formazione e cultura, Genesi Editrice, Torino, 1.2009
- Argonauti nel Golfo di Afrodite, a cura di Angelo Tonelli, Arcipelago Edizioni, Milano, 2010
- Poesie in Europa 2010, Europaisches Festival der Poesie, Vienna, a cura di Dante Marianacci e Robert Huez, Italienisches Kulturinstitut&Literaturhaus, Wien, 2010
- Carovana dei versi poesia in azione, Abrigliasciolta, Varese, 2011
- Animalidiversi, Antologia di poesie contemporanee sugli animali, a cura di E. Guerracino, Nomos Edizioni, Busto Arsizio, 2011
- Almanacco dello Specchio 2010-2011, Mondadori, Milano, 2011
- Tomaso Kemeny, “VII sospiri di Felix per Leda”, Paragone, Letteratura, 96/97/98, Servizi Editoriali, Firenze, agosto-dicembre 2011
- Tomaso Kemeny, “Il poeta è un morto che cammina?”, Poesia, n. 285, Milano, settembre 2013
- Tomaso Kemeny, “Antologia di poeti italiani e turchi”, a cura di Vito Intini e Mentin Cengiz, Grafiche Vito Radio Editore, Putignano, 2013
- “Quattro passi nello stile. Lo scatto in avanti di dieci fotografi e un poeta”, Amica, n. 10, Mondadori, Milano, ottobre 2013
- Luci e ombre Mitomoderniste, a cura di Chicca Morone, Attini Arte, Torino, dicembre 2013
- Poésie pour la Syrie - Le Pays est une pâle frontière, Anthologie solidaire initiée par Khal Torabully, janvier 2014
- Tomaso Kemeny, “L'amore della vita senza argini in casa Shelley”, in Poesia mitomodernista oggi per un nuovo romanticismo, a cura di Flaminio Biagi e Massimo Maggiari, Edizioni Antonio Attini, Torino, 2014
- Orizzonti culturali italo-romeni, Rivista interculturale bilingue, n. 3, marzo, 2014
- Rime sovversive per i migranti, Poesia, 319, Milano, ottobre, 2016
- Cinquanta foglie. Tanka giapponesi e italiani in dialogo, a cura di Paolo Lagazzi, Moretti&Vitali, Bergamo, 2016

### Narrativa
- Un insuccesso, in Il Piccolo Hans (rivista di analisi materialistica), n.21, Dedalo libri, Bari, gennaio/marzo 1979
- Don Giovanni innamorato, Es, Biblioteca dell'Eros, Milano, 2003
- Natale 1944, in Canti di Natale, a cura di A. Baruzzi, i quaderni del circolo degli artisti, Faenza, 2005
- 7 Avventure, in Il Verri, n. 54, Milano, febbraio 2014
- L'immacolata Concezione per André Breton a 50 anni dalla morte, in Il Verri, n.64, Milano, giugno 2017
- Per il lobo d'oro, Effigie, Milano, 2020. Autobiografia 1938-1978.

### Teatro
- La conquista della scena e del mondo. Sei drammi-lampo, edizioni Greco & Greco, Milano, 1997
- La Festa di Dioniso, un dramma-lampo mitomodernista, in Retorica ftm, Istituto di Skriptura, Bruxelles, 28, IV, 1998

### Traduzioni
- Testi di Friedrich Schiller, William Wordsworth, Endre Ady, André Breton e Dylan Thomas, in La lirica d'Occidente, dagli Inni Omerici al Novecento, a cura di Giuseppe Conte, Guanda Editore, Parma, 1990
- Notturno (55 a.C.- 1992), testi scelti e tradotti di Endre Ady, Stéphane Mallarmé, Filodemo da Gàdara, William Wordworth, Vincente Aleixandre, Johann Wolfgang Goethe e Ovidio, con un'acquaforte di Mimmo Paladino, Edizioni Rizzardi, Milano, 1992
- Byron, Opere scelte, traduzione e curatela, Mondadori, Milano, 1993
- Ch. Marlowe, Ero e Leandro, con un'opera di Michelangelo Pistoletto, Edizioni Rizzardi, Milano, 1994
- Attila Jòzsef, Flòra, amore mio, traduzione delle poesie e prefazione, Bulzoni Editore, Roma, 1995
- Inverno ungherese di Endre Ady, in Poesia della traduzione, a cura di Alberto Bretoni e Alberto Cappi, Comune di Mantova, Archivio della Poesia del ‘900, editoriale sometti, Mantova, 1999
- Kosztolànyi Dezso, 40 Poesie, RS, Rivista di Studi Ungheresi, III, Università la Sapienza, Roma, 2004
- Attila Jòzsef, Poesie scelte, Lithos, Accademia d'Ungheria, Roma, 2005 (Premio speciale per la traduzione G. Acerbi, 2006)
- Attila Jòzsef, Il mendicante di bellezza, con 7 dipinti di pittori ungheresi, il Faggio, Milano, 2008
- Yang Lian, La bellezza tirannica della forma erosa, 6 poesie, Arcipelago edizioni, Milano, 2008
- Szöcs Géza, Parola di pellerossa per radio, Casa della Poesia Milano, Mercutio Budapest, 2008
- Byron, Opere scelte, I Grandi Poeti, Il Sole 24 Ore, Milano, giugno 2008
- Vari Poeti Ungheresi Contemporanei volti in Italiano, in I gemellaggi della poesia, Balatonfured-Arpino-Vienna, Fondazione Salvatore Quasimodo, Istituto di Cultura Italiano di Vienna, Fondazione Mastroianni, Balatonfured, 2010
- Yang Lian, Il primato della poesia, traduzione e presentazione, in Poesia, n. 280, Fondazione Poesia, Milano, mar. 2013
- Szöcs Géza, L'energia vivente del senso, traduzione di poesie e presentazione, in Poesia, n. 282, Fondazione Poesia, Milano, mag. 2013
- Szöcs Géza, Szocs Gèza (il Carbonaro), La missione di Rasputin, Arcipelgao Edizioni, Novara, 2014
- Szöcs Géza, Da dove arriva di notte, questo frullìo d'ali e il ridere tuo e il tuo pianto?, prefazione di Sebastiano Grasso, Edizioni Colophon, Belluno-Venezia, 2014
- Szocs Géza, Né l'esistenza né la scala,  trad. e cura di T. Kemeny, Jaca Book, Milano, settembre 2017

### Scritti sulla traduzione
- Nel labirinto del verso, in Congenialità e Traduzione, a cura di Paola Carbone, Mimesis, Milano, 1998
- In Defence of Humanism, in Roberto Sanesi e l'arte del tradurre (a cura di T.K.), Supplemento a Il Confronto Letterario, 39, Schena editore, Fasano di Puglia, 2003
- Nomadismo babelico, in Stare tra le lingue. Migrazioni, poesia, traduzione, a cura di Antonio Prete, Stefano Dal Bianco, Roberto Francavilla, Pietro Mann'i, San Cesario di Lecce, 2003
- Il verso del traduttore, in Le varianti del traduttore (a cura di T.K. e Elena Montagna), Supplemento a Il Confronto Letterario, 41, Schena editore, Fasano di Puglia, 2004
- Il mosaico del traduttore, in RSU, Rivista di studi ungheresi, IV, La Sapienza ed., Roma, 2005
- Charles Olson, All things stand out against the sky, in Traduzionetradizione, 4, Edizioni Nuove Scritture, Milano, apr. 2009
- Tradurre Jozsef Attila, intervento orale alla Casa della Poesia di Milano, Milano, ott. 2009
- T. Kemeny, Ady nunc et semper, trad. ungherese di E. Szkàrosi, in Tempevolgy, dic. 2009

### Anglistica e scritti sulla poesia
- T. Kemeny, La poesia di Dylan Thomas, Cooperativa Scrittori, Roma, 1976
- T. Kemeny, La sperimentazione, la graduale dissociazione del discorso, il contraddittorio recupero della tradizione nell'opera di James Joyce, Cooperativa Libraria, I.U.L.M., Milano, 1978
- T. Kemeny, Viaggio in margine della castità e della somiglianza, in “Viaggio in Russia, Alice nel bagaglio del reverendo Dodgson”, Edizioni L'Erba Voglio, Milano, 1980
- T. Kemeny, Il mito dell'oggettività, in A.A.V.V, Letture parallele di ‘An Encounter’, Cooperativa Libraria, I.U.L.M., Milano, 1980
- T. Kemeny, Towards a segmentation of the Dramatic Text, Poetics today, vol.2, n. 3, Spring, Jerusalem, 1981
- T. Kemeny, Sulla ‘pratica della lettura’, in “Pubblico e Poesia”, a cura di V. Guarracino, Atti del 13° Autunno Musicale di Como, Como, 1983
- T. Kemeny, Parola e immagine nella scrittura poetica, in “Metodologia Critica e Testi Letterari”, L.E.N.D., Pavia, 1984
- T. Kemeny, L. Guerra, A. Baldry, Letteratura e seduzione & discourse analysis, Atti del VI Congresso Nazionale dell'Associazione Italiana di Anglistica, Pavia 22-24 ott. 1983, Schena Editore, Fasano, 1984
- T. Kemeny, James Joyce, Fragment or Coherence?, in “James Joyce Conference”, Philadelphia, 1985
- T. Kemeny e G. Sasso, La struttura anagrammatica dell'infinito, in “Fonè, la voce e la traccia”, La Casa Usher, Firenze, 1985
- T. Kemeny, Il senso della problematica in ‘the Rhyme’ di S. T. Coleridge, in “Materiali Filosofici” n. 13, Franco Angeli, Milano, 1985
- T. Kemeny, Designazioni dell'evento. Condizioni del ‘sapere fare’ e del ‘sapere ascoltare'in poesia, in “Autografo”, vol. II, n. 6, Edizioni Intrapresa, Milano, ott. 1985
- T. Kemeny, Desire without Event: the Connotative Function of Images in Dubliners, in “Il Confronto Letterario”, n. 6, Schena Editore, Fasano di Puglia, 1986
- T. Kemeny, Keynote Address. Experimentum ex Verbo or Joyce Without a Mirror, in “Myriad minded Man”, C.L.U.E.B., Bologna, 1986
- T. Kemeny, Postfazione a S. T. Coleridge, Se, Milano, 1986
- T. Kemeny, Introduzione a Thomas E. Hulme, Maser, 1987
- C. Segre with the collaboration of Tomaso Kemeny, Introduction to the Analysis of the Literary Text, Indiana University Press, Bloomington &Indianapolis, 1988
- T. Kemeny, La Lettura di Joyce come perenne transito, in “Il piccolo Hans”, n. 64, Dedalo libri, Bari, 1989-1990
- T. Kemeny, Joyce e Wagner, in “Forme del simbolo”, a cura di S. Zecchi, Il Mulino, Bologna, 1992
- T. Kemeny, Solitudini periodiche e solitudini senza ritorno, in “Solitudini”, a cura di G. Martignoni, Canton Ticino, 1995
- T. Kemeny, in “Per la Poesia tra Novecento e Nuovo Millennio”, San Paolo, Milano, 1997
- T. Kemeny, Lampi di poetica, in “La questione Romantica”, Liguori Editore, Napoli, 1997
- T. Kemeny e F. Papi, Dialogo sulla poesia, Ibis, Pavia, 1997
- T. Kemeny, Fight for beauty!, in “Fare Anima”, Studio d'Autore, II, n. 3, Milano, 1999
- T. Kemeny, Introduzione alla metafisica dell'indimenticabile: Shakespeare e Marlowe, Testuale n. 25, Milano, 1998
- T. Kemeny, Come leggere i Vittoriani?, Ibis, Pavia, 2000
- T. Kemeny, L'arte di non morire, Campanotto, Pasian di Prato, 2000
- T. Kemeny, Lewis Carroll, Viaggio in Russia, Ibis, Pavia, 2001
- T. Kemeny, Ezra Pound, il formato locho, in “Ezra Pound nel trentennale della morte”, Aurora, Vicenza, 2002
- T. Kemeny, W. Scott and Melodrama, in “The Languages of Performance in British Romanticism”, London-New York, 2008
- T. Kemeny, Lezioni di Poesia, Milano Casa della Poesia 17 aprile - 8 maggio 2014, Arcipelago Edizioni, Milano, marzo 2015
- T. Kemeny, Nostalgia del mito e parodia del giornalismo nello Ulysses di James Joyce, in "Il Segnale" n. 115, Milano, febbraio 2020

### Curatele
- A cura di U. Carrega e T. Kemeny, cardioline, Bollettino tool, 3, 17, X, Milano, 1970
- A cura di T. Kemeny e C. Viviani, Il movimento della poesia italiana negli anni '70, Dedalolibri, Bari, 1979
- A cura di T. Kemeny e C. Viviani, Il movimento della nuova poesia italiana, Guida Editori, Napoli, 1980
- A cura di T. Kemeny, Seminario sull'opera di William Blake, La Nuova Italia Editrice, Firenze, 1983
- A cura di A. G. Ramat e T. Kemeny, Linguaggi letterari e metalinguaggi critici, La Nuova Italia Editrice, Firenze, 1984
- A cura di T. Kemeny e E. C. Ramusino, Dicibilità del sublime, Campanotto, Udine, 1990
- A cura di L. Guerra e T. Kemeny, Dylan Thomas, a ottant'anni dalla nascita,(1914- 1994), Campanotto Anglistica, Pasian di Prato, 1994
- A cura di G. Conte, T. Kemeny, S. Zecchi, Almanacco del Mitomodernismo 2000, Assessorato alla Cultura, Alassio, 2000
- A cura di T. Kemeny, Le Avventure della Bellezza, 1988-2008, Arcipelago Edizioni, Milano, 2009
- A cura di T. Kemeny, André Breton poeta massimo. Quando le parole smettono di comunicare e fanno l'amore, con “La fugue dans l'archet” di Fabrice Pascaud e l'intervento di Adele Succetti “Surrealismo e psicoanalisi”, Arcipelago Edizioni, Milano, 2010
- A cura di T. Kemeny, Chi ha paura della bellezza?, Arcipelago Edizioni, Milano, 2010
- A cura di T. Kemeny, L'Italia unita nella Bellezza, 17 marzo 1861-17 marzo 2011, Arcipelago Edizioni, Milano, 2011
- A cura di T. Kemeny, La nascita della quarta Grazia, Arcipelago Edizioni, Milano, 2013
- A cura di T. Kemeny, Memoria e antirazzismo per Miklòs Radnòti, Arcipelago Edizioni, Milano, dicembre 2014

### Saggi
- T. Kemeny, La scrittura scenica, in “Come comunica il teatro: dal testo alla scena”, a cura di A. Serpieri, il Formichiere, Milano, 1978
- T. Kemeny, Il motto di spirito e il nonsense, in “La comunicazione spiritosa. Il motto di spirito da Freud ad oggi”, a cura di F. Fornari, Sansoni, Firenze, 1982
- T. Kemeny, Il disagio delle muse: i musicisti del silenzio, Dipartimento di Scienze Filologiche e storiche, Trento, 1996
- T. Kemeny, Beauty III in YIP, Yale Italian Poetry, Volume I, Number II, Fall 1997, pp. 92 – 99
- T. Kemeny, La parola isterica, in “Strumenti critici”, anno III, Il Mulino, Bologna, 1998
- T. Kemeny, Energia poetica. Suono e significato della parola scritta, in “Il Confronto letterario”, Quaderni del dipartimento di lingue e letterature straniere moderne di Pavia n. 36, Mauro Baroni Editore, Pavia, 2001
- T. Kemeny, Dell'eccesso e della grandezza nella tragedia shakespeariana, in “Tradurre/Interpretare Amleto”, Clueb, Bologna, 2002
- T. Kemeny, Nomadismo babelico, in “Tra le lingue”, Manni Editore, Lecce, 2003
- T. Kemeny, Si può catturare la cometa di Jòzsef Attila?, in “Quaderni del premio letterario Acerbi, Letteratura dell'Ungheria”, Fiorini, Verona, 2006
- T. Kemeny, 55º Anniversario della Rivoluzione Ungherese: Il desiderio di libertà nella letteratura ungherese, in “L'arrivista - Quaderni democratici” n. 2, Limina Mentis, Monza, 2012
- T. Kemeny, Il mitomodernismo e il neo-antico, in “Avanguardia, Rivista di letteratura contemporanea” n. 53, Pagine, Milano, 2013
- T. Kemeny, "Introduzione" al volume "Senza poesia, nessun sogno, nessun futuro (pensare poetico - pensare psicanalitico", edizioni effigi, Arcidosso (Gr), 2014
- T. Kemeny, Il mitomodernismo e il neo-antico, in “L'eredità classica nella cultura italiana e ungherese del Novecento dalle Avanguardie al Postmoderno”, a cura di Péter Sárközy, SAPIENZA Università Editrice, Roma, 2015, pp. 330–343.
- T. Kemeny, saggio su Antonia Pozzi in Chi mi parla non sa | che io ho vissuto un’altra vita. Antonia Pozzi e la «singolare generazione», a cura di Fabio Guidali e Matteo M. Vecchio, Fogli di Critica, L’arcolaio, Forlimpopoli, 2018, pp. 464-476.
- T. Kemeny, Quante lettere?  in "Steve 54", Modena, autunno-inverno 2019, p. 97
- T. Kemeny, Azioni per cambiare la vita e il mondo  in "Atelier" n. 96, Edizioni Atelier, Borgomanero (No) gennaio 2020, pp. 71-80

## La poesia di Tomaso Kemeny nell'arte e nella musica
- Mostra di Ugo Carrega, dal 5 al 30 maggio 1970 alla Galleria Schwarz, Milano
- Vincenzo Accame, Scrittura Visuale, Galleria d'Arte Moderna “Arte Verso”, Genova, 1974
- Mostra di Roberto Ciaccio, Mondadori, Milano, 1991
- Hortus clausus, luoghi di arte e natura, opere di Abby Leigh, fotografie di Jean-Christophe Ballot, Sabbioneta, ott. 1999
- Spartiti a cura di Novurgia, Milano, 13 gen. 2001:
  - D. Anzaghi: Aulorama per flauto solo ispirato a Lettera scritta a Byron in occasione del ritorno della primavera di T.Kemeny
  - U. Bombardelli, Super flumina, per violoncello solo, ispirato a Lappole di T. Kemeny
  - P. Cattaneo, Intermezzo per clarinetto solo ispirato a '900 di T. Kemeny
  - R. Rusconi, composizione per orchestra e recitativo ispirato a Exur 17 di T. Kemeny
- B. Pancino, Corrosions, mostra all'Orangerie des Musées de Sens, Bourgogne, 2008
- BAU Contenitore di Cultura Contemporanea, n. 6, Viareggio, 2009